# Années 810 av. J.-C.
Les années 810 av. J.-C. couvrent les années de 819 av. J.-C. à 810 av. J.-C.

## Événements
- 820-815 av. J.-C. : le roi d'Assyrie Shamshi-Adad V mène trois campagnes au pays de Naïri, au sud du lac de Van, une au pays de Manna, au sud du lac d’Urmiah, où il se heurte aux Perses et aux Mèdes qui lui livrent de nombreux chevaux[1].
- 819 av. J.-C. : Joas prend le contrôle de l’administration du royaume de Juda et décide de remédier à certains désordres dus à la négligence des prêtres au pouvoir[2].
- Vers 817-730 av. J.-C. : XXIIIe dynastie de Tanis, fondée par le pharaon Pétoubastis Ier[1].
- 814-813 av. J.-C. : campagnes  Shamshi-Adad V contre Marduk-balassu-iqbi. Il entre dans Babylone et prend le titre de roi de Sumer et d’Akkad[1]. Marduk, dieu babylonien, est placé immédiatement après Assur dans le panthéon assyrien par Shamshi-Adad V.

- 814-798 av. J.-C. : règne de Joachaz, roi d’Israël[1]. Sous son règne, Israël est réduit à l’état de vassal de Damas. Les Araméens installent des comptoirs à Samarie et traversent Israël pour attaquer Gat et Jérusalem[2].

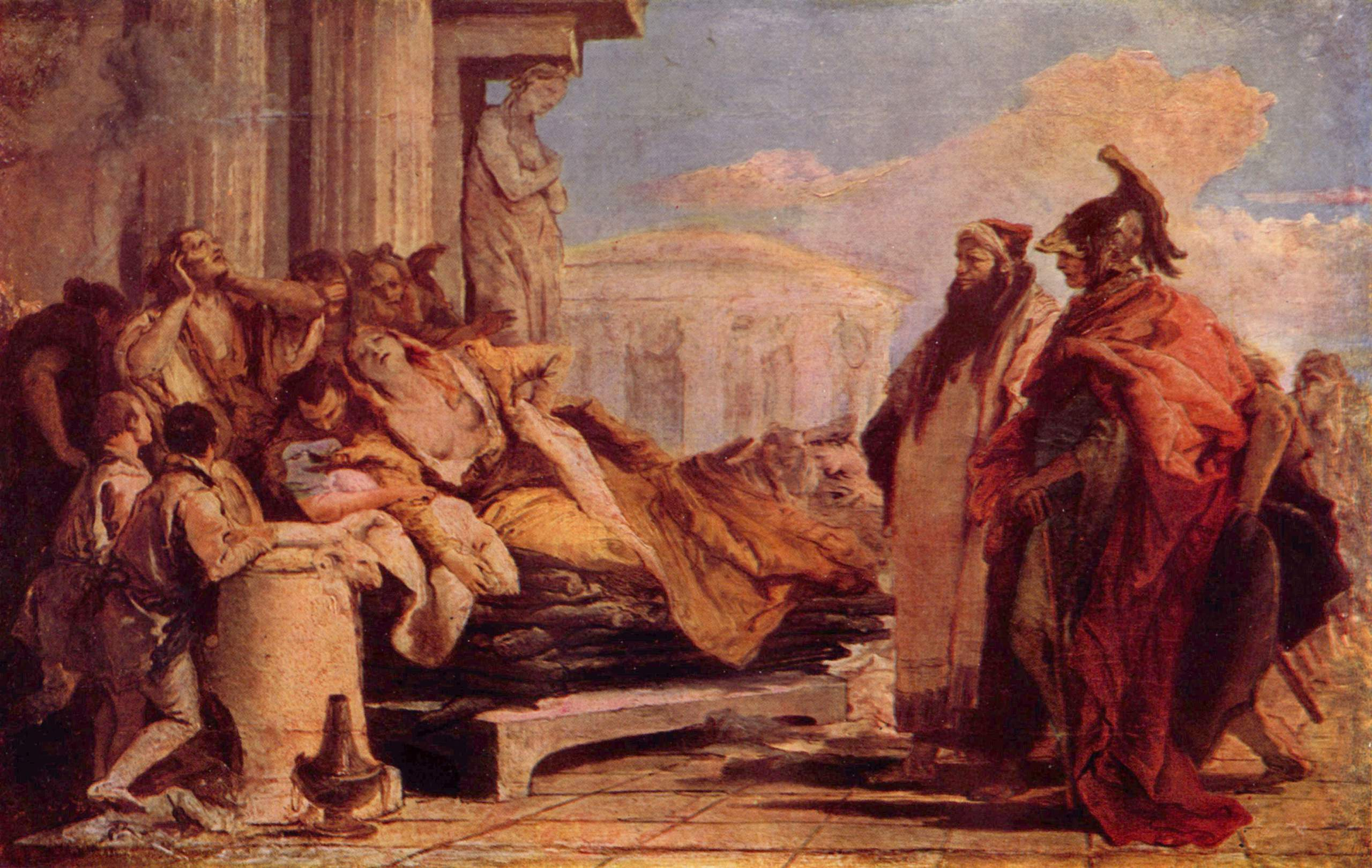
La Mort de Didon, par Tiepolo (milieu du XVIII)

- 814 av. J.-C. : date traditionnelle de fondation de Carthage (Qart Hadasht, la ville nouvelle) par des colons phéniciens chypriotes ; la présence d’un établissement phénicien sur le site à la fin du VIIIe siècle av. J.-C. est confirmée par l’archéologie (tophet de Salammbô)[3]. Selon la légende, la reine de Tyr Élyssa (Didon) aurait fondé la ville sur une ancienne colonie phénicienne. Elissa aurait fui Tyr après l’assassinat de son mari Sychée, roi de Tyr, par son propre frère Pygmalion qui se proclame roi. Abordant sur les côtes d’Afrique, elle demande aux chefs africains autant de terre que peut en contenir la peau d’un bœuf. Découpée en fines lanières, la peau forme un périmètre assez grand pour contenir la future colonie. Elle établit des contacts avec la colonie d’Utique. Quelque temps après, un roi indigène, Hiarbas, demande Elissa en mariage. Comme elle a juré de rester fidèle à son mari mort, elle essaie de gagner du temps, mais trois mois plus tard, ne pouvant différer sa réponse, elle se fait brûler vive aux portes de Carthage[4]. Depuis cette date et jusqu’à l’occupation romaine, elle est honorée comme une déesse. Une autre tradition rapporte qu’elle se serait immolée par désespoir d’amour, son amant, le prince troyen Énée, qui avait échappé au sac de Troie, l’ayant abandonnée[5]. Pendant les premiers siècles de son histoire, Carthage paye un tribut à Tyr à l’occasion de la fête de Melkart, ainsi qu’aux Africains qui lui ont cédé ses terrains.